# Friedrich Wilhelm von Steuben
Friedrich Wilhelm Ludolf Gerhard Augustin von Steuben, también conocido como Barón von Steuben (Magdeburgo, 17 de septiembre de 1730- Nueva York, 28 de noviembre de 1794), fue un oficial prusiano que pasó al servicio del rey de Francia Luis XVI y combatió durante la guerra de la Independencia de los Estados Unidos al lado de George Washington. Se encargó de inculcar a las tropas americanas los fundamentos de la disciplina militar, en particular a través de los ejercicios. 

## Biografía
Steuben nació en Magdeburgo, Prusia. Su padre, Agustín Guillermo Steuben (1699-1783), fue teniente de ingenieros. Friedrich acompañó a su padre al Imperio ruso, donde su padre se había colocado al servicio de la zarina Ana de Rusia por Federico II el Grande, rey de Prusia y príncipe elector de Brandeburgo. Después de la subida al trono de Federico II, Steuben regresó a Alemania con su padre en 1740.
Vivió en Rusia hasta los diez años de edad. Al volver a Prusia, asistió a una escuela de jesuitas en Breslavia y a la edad de 17 años ya era oficial del ejército de Prusia. Combatió en una unidad de infantería durante la Guerra de los Siete Años, luego ascendió a oficial de Estado Mayor y sirvió periódicamente en Rusia. Su experiencia como oficial de Estado Mayor en el ejército prusiano le dio un conocimiento que era desconocido para los ejércitos británico y francés de la época.

### En busca de empleo

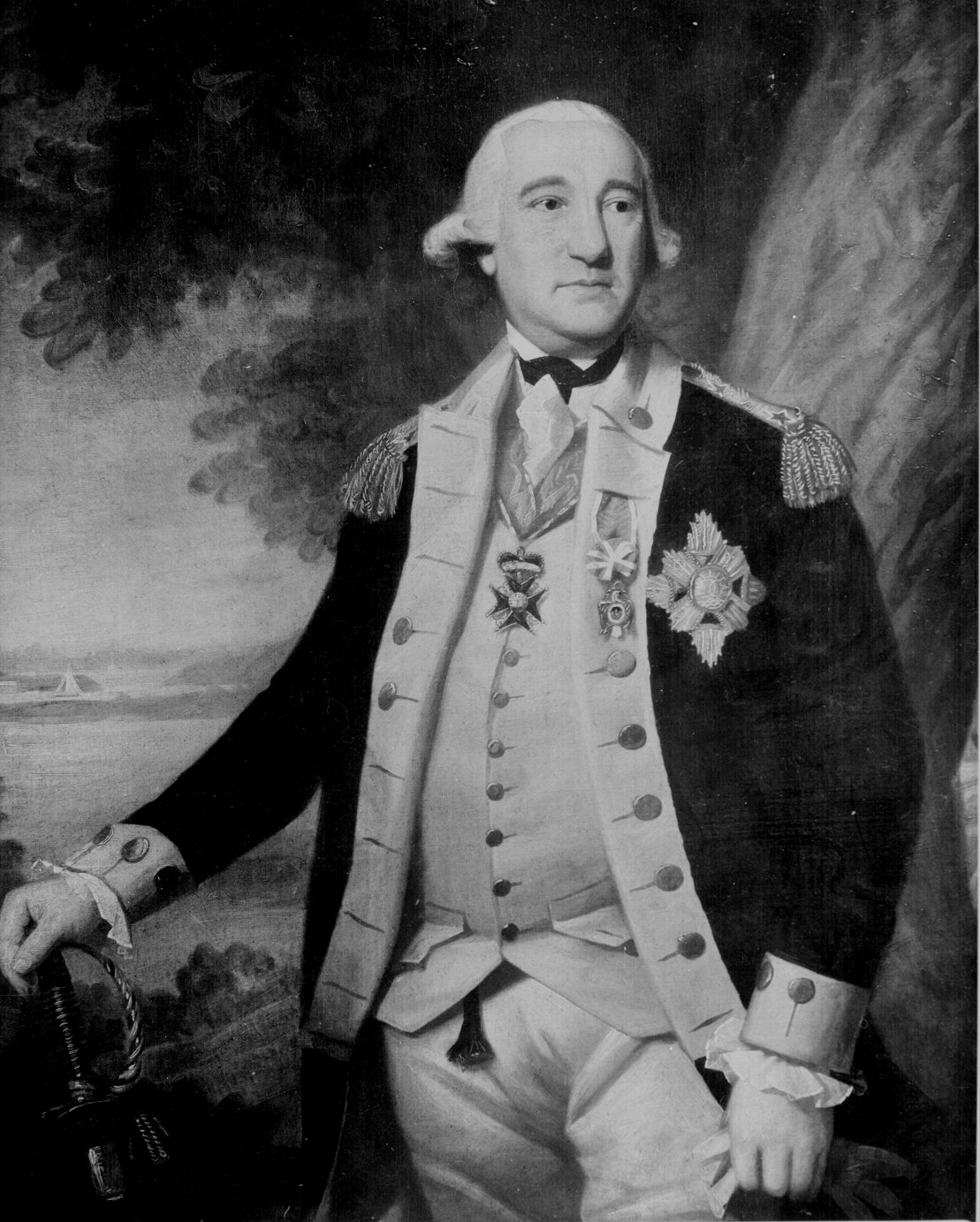
El Barón von Steuben, retrato por Ralph Earl.

A la edad de 33 años, Steuben fue relevado en 1763 de sus funciones como capitán por su orientación sexual (en el documental América del Canal de Historia se afirma que fue represaliado por su homosexualidad). Al año siguiente recibió el título de barón cuando se convirtió en chambelán de la corte de justicia de Hechingen, una rama de los Hohenzollern. Fue el único cortesano que acompañó a su príncipe en su viaje de incógnito por Francia en 1771. Regresó a Alemania en 1775, sumido en deudas. Mientras buscaba una posición en los ejércitos extranjeros, como los de la casa de Habsburgo, Baden o Francia, descubre que Benjamin Franklin se encuentra en París y que probablemente podría conseguir un empleo en el Ejército Continental en América. 
Steuben viajó a París en el verano de 1777 y tuvo la suerte de ser admitido por el ministro de Guerra francés Claude-Louis, conde de Saint-Germain, que comprendió todos los beneficios que podría aportar un oficial del Estado Mayor prusiano. Fue presentado al General George Washington por medio de una carta en donde Franklin lo mencionaba como «Teniente General al servicio del Rey de Prusia», una cierta exageración de sus credenciales reales. El 1 de diciembre de 1777, llega a Portsmouth, Nuevo Hampshire, acompañado por un secretario militar. En enero de 1778, Steuben fue recibido con grandes honores por el Congreso Continental en York, Pensilvania.

### Estados Unidos
Su ofrecimiento de servicio fue aceptado, y se presentó al General Washington en Valley Forge, Pensilvania, el 23 de febrero. Washington primero le asignó la tarea de entrenar a las tropas. Steuben empezó con lo que llamaba «compañía modelo», un grupo de 120 hombres especialmente escogidos por él para entrenarlos. Para poder dirigirse mejor a ellos, Steuben tuvo la ayuda del Capitán Benjamin Walker como traductor. Debido a que los combates que se estaban llevando a cabo eran a corta distancia, no hacía falta practicar puntería, sino rapidez. Fue por esta razón que entrenó intensamente a sus hombres en el manejo de las armas de fuego hasta que la noción de disparar y recargar fuese mecánica.

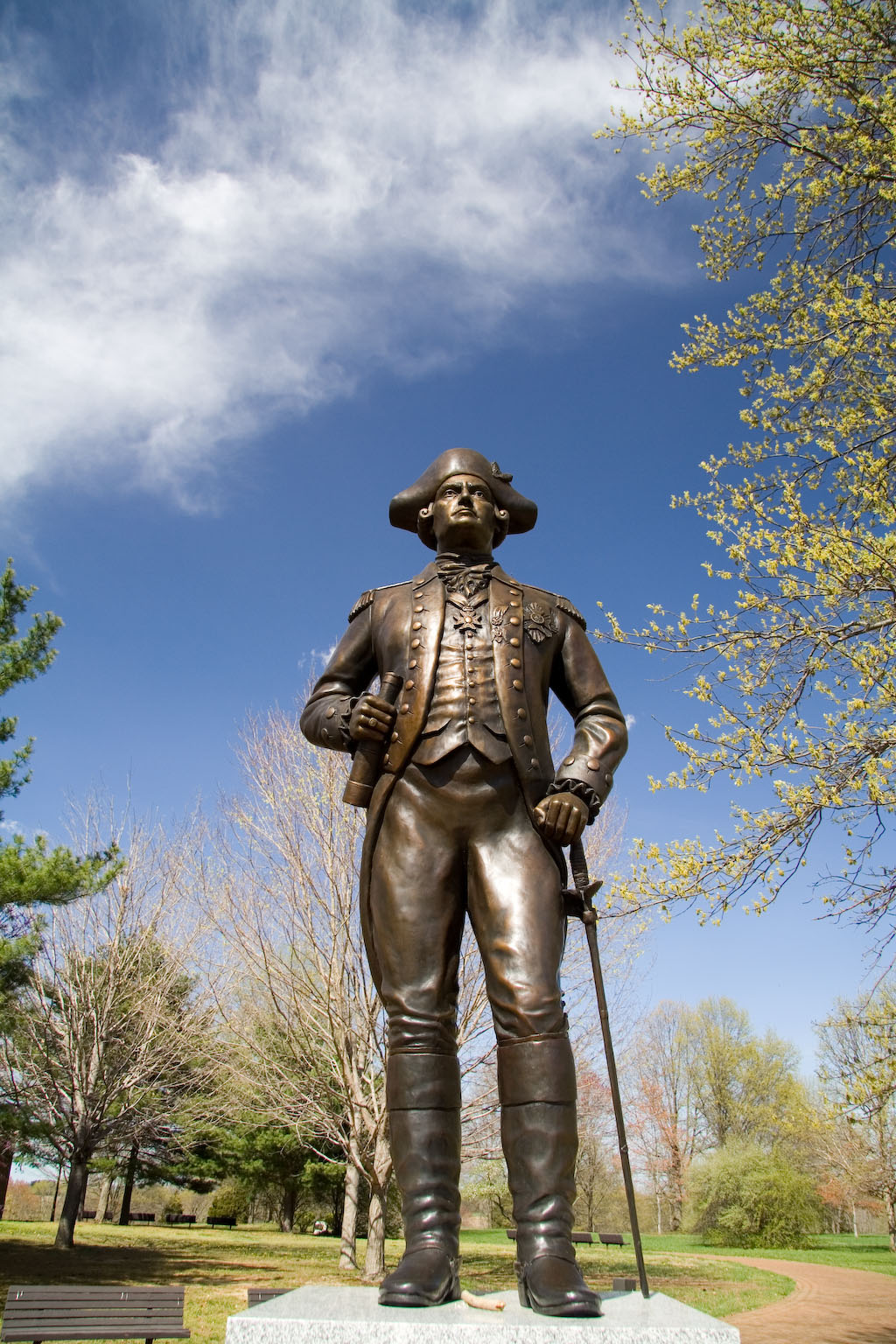
Estatua de Steuben en honor de la Batalla de Monmouth, en el Parque de Battlefield.

Friedrich von Steuben también redactó unas nuevas Ordenanzas para el Ejército. Una de estas era que todo nuevo recluta debía ser introducido primero a un sistema progresivo de entrenamiento antes de ser enviado a una unidad del ejército. Otro programa establecido por Steuben fue un nuevo sistema de instalaciones sanitarias. Las cocinas y letrinas fueron puestas en el lado opuesto del campamento, con las letrinas en el lado que se encontrara cuesta abajo.
El próximo invierno (1779-1780), Steuben preparó su «Reglamento para el Orden y Disciplina de las Tropas de los Estados Unidos». Este libro también fue conocido como el «Libro Azul», y se basaba en el plan que había fijado en Valley Forge.
En 1781 sirvió en Virginia bajo el mando del Marqués de Lafayette, cuando el general británico Charles Cornwallis invadió el estado. Luego en la batalla de Yorktown (1781), su rol era como comandante de una de las tres divisiones del ejército de Washington. Steuben se retiró del ejército con honores el 24 de marzo de 1784.
Después de la guerra fue un organizador de la Sociedad de Cincinnati, cuyos miembros eran todos oficiales. Como gesto de agradecimiento, el estado de Nueva York le dio un terreno de 16.000 acres y el Congreso le pasó una pensión anual de $2.500. Sin embargo, esto no significaba que tuviera muchos problemas económicos. Steuben murió en Steubenville, Nueva York, el 28 de noviembre de 1794.